# ジェイコブス・ラダー (2019年の映画)
『ジェイコブス・ラダー』（原題:Jacob's Ladder）は2019年にアメリカ合衆国で公開されたサイコスリラー映画である。監督はデヴィッド・M・ローゼンタール、主演はマイケル・イーリーが務めた。本作は1990年に公開された同名映画をリメイクした作品である。

## 概略
ジェイコブ・シンガーはアフガニスタンでの軍役を終えた後、外科医として活躍していた。そんなある日、ジェイコブの元に衝撃の一報が飛び込んできた。アフガンで戦死したはずの兄、アイザックが実は生きているというのである。事の真偽を確かめるべく、ジェイコブは調査に乗り出したが、徐々に何が現実で何が虚構なのかの区別が付かなくなっていった。

## キャスト
- マイケル・イーリー - ジェイコブ・シンガー
- ジェシー・ウィリアムズ - アイザック・シンガー
- ニコール・ベハーリー - サマンサ・シンガー
- カーラ・ソウザ - アニー
- ガイ・バーネット - ホフマン
- ジョセフ・シコラ - ポール・ルティガー

## 製作
2013年6月28日、『ジェイコブス・ラダー』をリメイクする企画が進められているとの報道があった。11月、ジェームズ・フォーリーが監督に起用された。2016年3月21日、マイケル・イーリーの出演が決定すると共に、降板したフォーリーの後任にデヴィッド・M・ローゼンタールが起用されたと報じられた。4月18日、ジェシー・ウィリアムズとニコール・ベハーリーの出演が決まった。5月2日、本作の主要撮影がジョージア州アトランタで始まった。6月、カーラ・ソウザとガイ・バーネットがキャスト入りした。9月21日、アトリ・オーヴァーソンが本作で使用される楽曲を手掛けることになったと報じられた。

## 公開・マーケティング
当初、本作はLDエンターテインメントの配給で2019年2月1日に全米公開される予定だった。しかし、同年1月2日、本作の公開延期が発表された。5月17日、ヴァーティカル・エンターテインメントが本作の全米配給権を買い取ったと報じられた。7月1日、本作のオフィシャル・トレイラーが公開された。16日、本作のポスターが公開された。

## 評価
本作は批評家から酷評されている。映画批評集積サイトのRotten Tomatoesには22件のレビューがあり、批評家支持率は5%、平均点は10点満点で3.85点となっている。サイト側による批評家の見解の要約は「オリジナルを名作たらしめた主題を開始早々に見失っている。こんな出来ならリメイクされる必要はなかった。リメイク版『ジェイコブス・ラダー』は観客を虚無へと導く。」となっている。また、Metacriticには8件のレビューがあり、加重平均値は31/100となっている。